# Saturazione (chimica generale)
La saturazione, in chimica, è quella condizione in cui una sostanza (soluto) disciolta in un'altra sostanza (solvente) si trova in equilibrio termodinamico e vi si trova alla massima concentrazione possibile senza precipitare.

## Soluzioni satura, sovrassatura e insatura

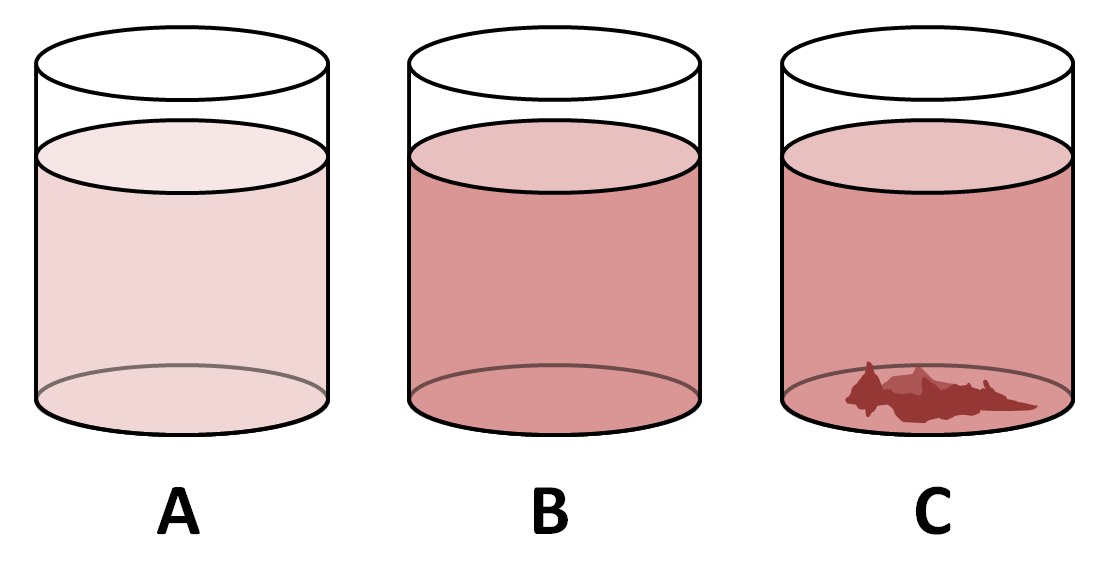
Aspetto di una soluzione insatura (A) e satura (B: senza corpo di fondo; C: con corpo di fondo). In condizioni di non equilibrio (ad esempio se il liquido è agitato) parte del soluto non disciolto può rimanere in sospensione, per cui in una soluzione sovrasatura la quantità di corpo di fondo è minore (anche nulla) rispetto alla condizione di saturazione. Una soluzione sovrasatura appare quindi simile ad una soluzione satura, ma con una maggiore turbidità a causa dei solidi sospesi.

Curve di solubilità per sistemi a solubilità diretta e inversa.

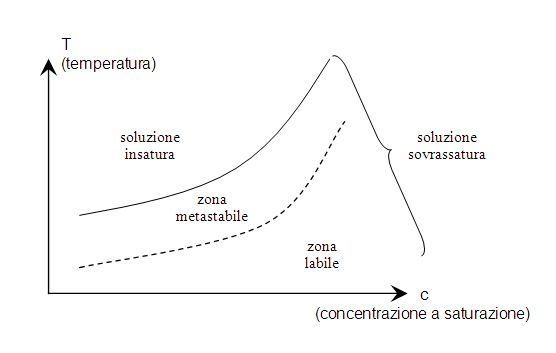
Campi di esistenza delle soluzioni insature, sature e sovrassature per un sistema a solubilità diretta.

Una soluzione è detta "satura" se contiene la massima concentrazione di soluto disciolto, compatibilmente con il suo limite di solubilità, e quindi non è più possibile sciogliere altro soluto nel solvente senza che esso precipiti. Per considerarsi tale, deve trovarsi inoltre in una condizione di equilibrio termodinamico.
Se nel solvente si trova invece una concentrazione maggiore di quella ammessa in condizioni di equilibrio, tale soluzione è detta "sovrassatura" (o soprassatura). In tal caso il soluto in eccesso tende a separarsi in una fase separata (come un precipitato sul fondo, se solido, o come effervescenza o inclusione, se gassoso), finché non si avrà il raggiungimento della condizione di equilibrio, rappresentata dalla soluzione satura in equilibrio con la fase separata (corpo di fondo, effervescenza, inclusione). A rigore, sebbene si utilizzi in questo caso il termine "soluzione", una soluzione sovrassatura non è a tutti gli effetti una soluzione, bensì un sistema eterogeneo costituito da due fasi: la soluzione (liquida) e il solido sospeso.
Si parla invece di "soluzione insatura" se la concentrazione di soluto disciolto nel solvente è al di sotto del limite di solubilità. Anche la condizione di soluzione insatura, come la condizione di soluzione satura, è una condizione di equilibrio termodinamico.

## Limite di solubilità
Il punto di massima concentrazione, o punto di saturazione, dipende dalla temperatura e pressione della soluzione e anche dalla natura chimica delle sostanze coinvolte. I valori del limite di solubilità, in corrispondenza del quale si raggiunge la condizione di saturazione, variano in base a:
- natura chimica del soluto;
- natura chimica del solvente;
- temperatura;[2]
- pressione[2] (nel caso dei gas, le cui miscele non raggiungono mai saturazione, tranne con i solidi ed i liquidi).

Ad esempio in 1 litro di acqua (che è il solvente) a temperatura ambiente non è possibile sciogliere più di 360 grammi di cloruro di sodio (che è il soluto).
La costante di solubilità è una misura della concentrazione in condizioni di saturazione, è indicata col simbolo Kps ed è uguale al prodotto delle concentrazioni degli ioni presenti in soluzione, ciascuna elevata al proprio coefficiente stechiometrico.

## Curva di saturazione
La curva di saturazione esprime il valore della concentrazione del soluto in condizioni di saturazione (ovvero la sua solubilità) in funzione della temperatura. Se la solubilità cresce con la temperatura, il sistema solvente-soluto è detto "a solubilità diretta", mentre se al crescere della temperatura la solubilità diminuisce, il sistema è detto a "solubilità inversa".
Ad esempio, il sistema acqua-glucosio è a solubilità diretta, perché lo zucchero si scioglie più facilmente alzando la temperatura, mentre il sistema acqua-anidride carbonica è a solubilità inversa, perché all'aumentare della temperatura l'anidride carbonica viene liberata più facilmente. Per tali motivi il caffè se è caldo riesce a sciogliere più zucchero e quindi ha un sapore più dolce, mentre le bibite gasate contengono più bollicine se sono servite fredde.